# La Maurina
La Maurina és un barri de Terrassa que ocupa la meitat occidental del districte 4 o de Ponent, situat al marge esquerre del torrent de la Maurina, avui aprofitat per fer-hi el transvasament de la riera del Palau. Té una superfície de 0,42 km² i una població de 8.246 habitants el 2021.
De forma aproximadament triangular, està limitat al nord pel passeig Vint-i-dos de Juliol (l'antiga via del ferrocarril Barcelona-Manresa de la RENFE), al vèrtex sud per la unió de les carreteres de Martorell (C-243c) i Olesa (B-120), a l'oest per la Ronda de Ponent i a l'est per l'avinguda d'Àngel Sallent i el carrer de Santa Maria de Mazzarello, que el separen de Ca n'Aurell.
Té parròquia pròpia, a l'església de Maria Auxiliadora, que sobrepassa els límits del barri i inclou també el del Roc Blanc. La festa major és el primer cap de setmana de juny .
Disposa d'un centre d'assistència primària, el CAP Terrassa Oest, a l'avinguda d'Àngel Sallent. Al carrer de l'Infant Martí s'aixeca la nova biblioteca del Districte 4 (bd4).

## Història
Les primeres cases del barri es van aixecar prop de la carretera d'Olesa i, durant la dècada del 1940, se'n van bastir a banda i banda del torrent que dona nom a la barriada. Els habitatges dels immigrats que s'hi van establir, molts cops d'autoconstrucció i en forma de barraques, van fer que la zona fos coneguda com el barri de les Llaunes o, més habitualment, de les Lates. El 1956, la Comissió pro-Edificis Religiosos i Culturals va propiciar l'arribada dels salesians, que es van instal·lar al que ara és l'església de Maria Auxiliadora, el nucli de la parròquia, vertebradora del barri.
La construcció del transvasament de la riera del Palau va provocar la separació definitiva del barri del Roc Blanc, a l'altra banda del torrent, que només es comunica amb la Maurina a través d'un pont al carrer de Dom Bosco.

## Llocs d'interès
- La xemeneia de la bòbila Almirall, un dels símbols de la Terrassa industrial. Quan es va construir, el 1956, era de les més altes mai aixecades (63 m), i era la sortida de fums dels forns de cocció de la bòbila de ca l'Almirall, fundada el 1910, de la qual només en queda aquest testimoni. És una obra de Marià Masana Ribas, construcció de maó de forma troncocònica que va minvant a mesura que puja. Hi destaca l'escala helicoidal que l'envolta, de 217 esglaons, que puja fins a la primera plataforma, mentre que a les altres dues de més amunt s'hi accedeix per una escala de ferro vertical. És a l'avinguda d'Àngel Sallent, 57. Avui dia, és la xemeneia amb escala de cargol més gran del món.[2]